# Futbol'nyj Klub Fakel Voronež 2017-2018
Questa voce raccoglie le informazioni riguardanti il Futbol'nyj Klub Fakel Voronež nelle competizioni ufficiali della stagione 2017-2018.

## Stagione
La squadra concluse la stagione all'ultimo posto, retrocedendo dopo tre anni di partenza; in estate, però, la retrocessione fu annullata a causa delle defezioni di altri club.

## Rosa
| N. |                        | Ruolo | Calciatore            |
| -- | ---------------------- | ----- | --------------------- |
| 1  | Russia (bandiera)      | P     | Aleksandr Vostrikov   |
| 3  | Russia (bandiera)      | D     | Igor Khaymanov        |
| 5  | Russia (bandiera)      | A     | Igor Lebedenko        |
| 7  | Russia (bandiera)      | A     | Nika Chkhapelia       |
| 8  | Russia (bandiera)      | C     | Aleksandr Manukovskiy |
| 9  | Russia (bandiera)      | A     | Aleksandr Verulidze   |
| 10 | Armenia (bandiera)     | C     | Armen Ambartsumyan    |
| 11 | Russia (bandiera)      | A     | Artem Serdyuk         |
| 15 | Bielorussia (bandiera) | C     | Dmitriy Rekish        |
| 16 | Russia (bandiera)      | P     | Artem Fedorov         |
| 17 | Russia (bandiera)      | C     | Artur Arustamyan      |
| 18 | Russia (bandiera)      | D     | Aleksey Kurilov       |
| 19 | Russia (bandiera)      | A     | Dmitri Michurenkov    |
| 21 | Russia (bandiera)      | A     | Samir Masimov         |
| 22 | Russia (bandiera)      | A     | Aleksandr Alkhazov    |

| N. |                        | Ruolo | Calciatore              |
| -- | ---------------------- | ----- | ----------------------- |
| 25 | Russia (bandiera)      | P     | Ilya Trunin             |
| 27 | Russia (bandiera)      | D     | Artem Molodtsov         |
| 33 | Russia (bandiera)      | D     | Naim Sharifi            |
| 37 | Russia (bandiera)      | C     | Evgeniy Ushakov         |
| 45 | Russia (bandiera)      | C     | Dmitri Sadov            |
| 55 | Russia (bandiera)      | D     | Maksim Osipenko         |
| 63 | Russia (bandiera)      | D     | Temur Mustafin          |
| 77 | Bielorussia (bandiera) | C     | Mikhail Afanasjev       |
| 92 | Russia (bandiera)      | D     | Andrej Igorevič Semënov |
| 96 | Russia (bandiera)      | C     | Maksim Kuzmin           |
| -  | Russia (bandiera)      | D     | Svyatoslav Shabanov     |
| -  | Russia (bandiera)      | D     | Sergey Shumeyko         |
| -  | Russia (bandiera)      | C     | Dmitriy Kayumov         |
| -  | Lettonia (bandiera)    | A     | Ivans Lukjanovs         |

## Risultati

### Campionato
| Astrachan' 8 luglio 2017, ore 17:00 1ª giornata | Volgar' Astrachan' | 0 – 0 referto | Fakel Voronež | Stadio Centrale (1.800 spett.)\| Arbitro: \| Pavel Kukuyan \| |
| Arbitro:                                        | Pavel Kukuyan      |               |               |                                                               |

| Arbitro: | Yuri Aponasenko |

|                                      |           |                                      |
| Dmitriy Kayumov 4’ Artem Serdyuk 40’ | Marcatori | 30’ Mikhail Zemskov 57’ Eduard Bulia |

| Arbitro: | Stanislav Vasiljev |

|                                                 |           |  |
| Armen Ambartsumyan 31’ (aut.) Maksim Barsov 90’ | Marcatori |  |

| Arbitro: | Pavel Shadykhanov |

|                     |           |  |
| Nika Chkhapelia 51’ | Marcatori |  |

| Arbitro: | Anton Anopa |

|                                                                                   |           |  |
| Eugeniu Cebotaru 7’ Aleksandr Degtyarev 35’ Maksim Zhitnev 44’ Maksim Zhitnev 77’ | Marcatori |  |

| Arbitro: | Dmitri Nedvizhay |

|  |           |                          |
|  | Marcatori | 26’ (rig.) Denis Popovic |

| Arbitro: | Aleksandr Borisov |

|                        |           |  |
| Andrey Chasovskikh 22’ | Marcatori |  |

| Arbitro: | Ivan Sidenkov |

|  |           |                                                           |
|  | Marcatori | 28’ Zelimkhan Bakaev 54’ Denis Davydov 84’ Fashion Sakala |

| Arbitro: | Igor Panin |

|  |           |                               |
|  | Marcatori | 80’ (rig.) Aleksandr Alkhazov |

| Arbitro: | Sergey Kulikov |

|                             |           |                                              |
| Andrej Igorevič Semënov 30’ | Marcatori | 53’, 63’ Andrey Kozlov 83’ Aleksandr Novikov |

| Arbitro: | Aleksey Sukhoy |

|                                                                                            |           |                            |
| Andrey Panyukov 23’ Andrey Panyukov 62’ Aleksandr Elovskikh 77’ Andrey Panyukov 80’ (rig.) | Marcatori | 21’ (rig.) Maksim Osipenko |

| Arbitro: | Vitali Meshkov |

|                                     |           |  |
| Ivan Podolyak 44’ Aslan Dashaev 67’ | Marcatori |  |

| Arbitro: | Igor Fedotov |

|                                            |           |  |
| Maksim Osipenko 38’ Dmitri Michurenkov 74’ | Marcatori |  |

| Arbitro: | Vasili Kazartsev |

|                                      |           |                                          |
| Oleg Aleynik 20’ Spartak Gogniev 34’ | Marcatori | 44’ Artem Serdyuk 50’ Dmitri Michurenkov |

| Vladivostok 24 settembre 2017, ore 10:00 15ª giornata | Luč-Ėnergija  | 0 – 0 referto | Fakel Voronež | Stadio Dinamo (1.700 spett.)\| Arbitro: \| Ivan Sidenkov \| |
| Arbitro:                                              | Ivan Sidenkov |               |               |                                                             |

| Arbitro: | Pavel Shadykhanov |

|                                     |           |                        |
| Igor Gorbunov 70’ Igor Belyakov 73’ | Marcatori | 45’ Dmitri Michurenkov |

| Arbitro: | Aleksey Matyunin |

|                               |           |  |
| Dmitri Michurenkov 38’ (rig.) | Marcatori |  |

| Arbitro: | Mikhail Vilkov |

|                 |           |  |
| Ante Puljic 32’ | Marcatori |  |

| Arbitro: | Nikolay Voloshin |

|  |           |                    |
|  | Marcatori | 77’ Ilya Kuzmichev |

| Arbitro: | Artem Chistyakov |

|  |           |                     |
|  | Marcatori | 13’ Nika Chkhapelia |

| Voronež 4 novembre 2017, ore 14:00 21ª giornata | Fakel Voronež  | 0 – 0 referto | Dinamo San Pietroburgo | Stadio Centrale (1.400 spett.)\| Arbitro: \| Aleksey Sukhoy \| |
| Arbitro:                                        | Aleksey Sukhoy |               |                        |                                                                |

| Tjumen' 8 novembre 2017, ore 15:00 22ª giornata | Tjumen'        | 0 – 0 referto | Fakel Voronež | Stadio Geolog (1.000 spett.)\| Arbitro: \| Vitali Meshkov \| |
| Arbitro:                                        | Vitali Meshkov |               |               |                                                              |

| Arbitro: | Roman Galimov |

|  |           |                   |
|  | Marcatori | 81’ Vitali Galysh |

| Arbitro: | Aleksey Amelin |

|                                                                                            |           |  |
| Denis Popovic 23’ Igor Udalyi 38’ Khasan Mamtov 77’ Artem Deljkin 88’ Artem Deljkin 90'+1’ | Marcatori |  |

| Arbitro: | Vladimir Seldyakov |

|                        |           |                                      |
| Dmitri Michurenkov 28’ | Marcatori | 5’ Andrey Murnin 57’ Oleg Chernyshov |

| Mosca 5 marzo 2018, ore 13:00 26ª giornata | Spartak-2 Mosca | 0 – 0 referto | Fakel Voronež | Stadio Accademia Spartak (152 spett.)\| Arbitro: \| Igor Panin \| |
| Arbitro:                                   | Igor Panin      |               |               |                                                                   |

| Arbitro: | Igor Fedotov |

|  |           |                        |
|  | Marcatori | 26’ Vitali Kalenkovich |

| Arbitro: | Roman Galimov |

|                         |           |  |
| Aleksandr Kharitonov 8’ | Marcatori |  |

| Arbitro: | Aleksey Amelin |

|  |           |                     |
|  | Marcatori | 81’ Andrey Panyukov |

| Arbitro: | Pavel Kukuyan |

|  |           |                                                                         |
|  | Marcatori | 60’ Ilnur Alshin 67’ Aslan Dashaev 70’ Ilnur Alshin 90'+2’ Ruslan Bolov |

| Volgograd 7 aprile 2018, ore 13:00 31ª giornata | Rotor          | 0 – 0 referto | Fakel Voronež | Stadio Zenit (3.000 spett.)\| Arbitro: \| Mikhail Vilkov \| |
| Arbitro:                                        | Mikhail Vilkov |               |               |                                                             |

| Arbitro: | Vasili Kazartsev |

|  |           |                                         |
|  | Marcatori | 42’ Spartak Gogniev 66’ Nikita Malyarov |

| Arbitro: | Evgeni Kukulyak |

|                                                                           |           |                  |
| Andrej Igorevič Semënov 45’ Armen Ambartsumyan 79’ Maksim Osipenko 90'+4’ | Marcatori | 7’ Andrey Myazin |

| Arbitro: | Ivan Sidenkov |

|                                                                                        |           |                            |
| Igor Lebedenko 23’ Aleksandr Manukovskiy 53’ Maksim Osipenko 85’ Igor Lebedenko 90'+1’ | Marcatori | 90'+3’ (rig.) Lovre Cirjak |

| Arbitro: | Dmitri Nedvizhay |

|                                                    |           |                   |
| Aleksandr Sobolev 67’ Sergey Kornilenko 70’ (rig.) | Marcatori | 21’ Maksim Kuzmin |

| Arbitro: | Igor Fedotov |

|  |           |                     |
|  | Marcatori | 61’ Ilya Kukharchuk |

| Arbitro: | Anton Frolov |

|                     |           |                                                        |
| Mikhail Petrusev 5’ | Marcatori | 61’ Igor Lebedenko 62’ Artem Serdyuk 87’ Artem Serdyuk |

| Arbitro: | Igor Panin |

|                                              |           |                    |
| Mikhail Afanasjev 12’ Aleksandr Alkhazov 70’ | Marcatori | 37’ German Onugkha |

### Kubok Rossii
| Arbitro: | Roman Chernov |

|  |           |                    |
|  | Marcatori | 41’ Igor Khaymanov |

| Arbitro: | Aleksandr Borisov |

|  |           |                                                                                             |
|  | Marcatori | 7’ Stanislav Prokofjev 63’ Mikhail Sivakov 76’ Aleksandr Ryazantsev 83’ Stanislav Prokofjev |